# Meridiana (stjärna)
Meridiana eller Alfa Coronae Australis (α Coronae Australis, förkortat Alfa CrA, α CrA) som är stjärnans Bayerbeteckning, är en ensam stjärna belägen i den nordöstra delen av stjärnbilden Södra kronan. Den har en skenbar magnitud på 4,10, är den ljusaste stjärnan i stjärnbilden och är synlig för blotta ögat där ljusföroreningar ej förekommer. Baserat på parallaxmätning inom Hipparcosuppdraget på ca 26,0 mas, beräknas den befinna sig på ett avstånd på ca 125 ljusår (ca 38 parsek) från solen.

## Nomenklatur
Alfa Coronae Australis har det traditionella namnet Alphekka Meridiana (latin för "Alphekka South"), efter Alphecca, den ljusaste stjärnan i stjärnbilden Corona Borealis. Namnet Alphecca eller Alphekka är arabiska, kortfattat för nayyir al-fakka "den ljusa (stjärnan) i den brutna ringen av stjärnor".
År 2016 organiserade Internationella astronomiska unionen en arbetsgrupp för stjärnnamn (WGSN) med uppgift att katalogisera och standardisera riktiga namn för stjärnor. WGSN fastställde namnet Meridiana  för Alfa Coronae Australis 5 september 2016 och detta är nu inskrivet i IAU:s Catalog of Star Names.

## Egenskaper
Alfa Coronae Australis är en blå till vit stjärna i huvudserien av spektralklass A2 Va och är en stjärna liknande Vega och har liksom denna ett överskott på infraröd strålning, vilket tyder på närvaro av en omgivande stoftskiva. Den har en massa som är ca 2,3 gånger större än solens massa, en radie som är ca 2,3 gånger större än solens och utsänder från dess fotosfär ca 31 gånger mera energi än solen vid en effektiv temperatur av ca 9 100 K.